# Ейн-Бокек
Ейн-Бокек (івр. עין בוקק) — оаза та відомий курорт на власне ізраїльській ділянці узбережжя Мертвого моря, біля комунального поселення Неве-Зохар.
Біля курорту знаходиться археологічна ділянка, розташована на місці римської фортеці та стародавніх підприємств з вироблення парфумерних та лікувальних препаратів. По території оази протікає струмок Бокек, що промив глибоку ущелину з унікальною фауною і флорою. На південь від оази знаходяться гарячі джерела Зохар (івр. חמי זוהר — Hamei Zohar), багаті на сірку. Як і Мертве море, ці джерела привертають численних туристів, що приїжджають лікуватися від м'язових захворювань та алергії.